# Сметпорт (Пенсільванія)
Сметпорт (англ. Smethport) — місто (англ. borough) в США, в окрузі Маккін штату Пенсільванія. Населення — 1436 осіб (2020).

## Географія
Сметпорт розташований за координатами 41°48′22″ пн. ш. 78°26′35″ зх. д. / 41.80611° пн. ш. 78.44306° зх. д. (41.806245, -78.443121). За даними Бюро перепису населення США в 2010 році місто мало площу 4,36 км², з яких 4,24 км² — суходіл та 0,12 км² — водойми.

## Демографія
Згідно з переписом 2010 року, у селищі мешкало 1655 осіб у 718 домогосподарствах у складі 428 родин. Густота населення становила 379 осіб/км². Було 801 помешкання (184/км²).
Расовий склад населення:
| - 98,4 % — білих - 0,5 % — азіатів |

До двох чи більше рас належало 1,0 %. Частка іспаномовних становила 1,4 % від усіх жителів.
За віковим діапазоном населення розподілялося таким чином: 22,5 % — особи молодші 18 років, 54,8 % — особи у віці 18—64 років, 22,7 % — особи у віці 65 років та старші. Медіана віку мешканця становила 44,1 року. На 100 осіб жіночої статі у селищі припадало 86,4 чоловіків; на 100 жінок у віці від 18 років та старших — 82,1 чоловіків також старших 18 років.
Середній дохід на одне домашнє господарство становив 55 721 долар США (медіана — 45 208), а середній дохід на одну сім'ю — 65 491 долар (медіана — 60 673). Медіана доходів становила 51 875 доларів для чоловіків та 33 333 долари для жінок. За межею бідності перебувало 18,6 % осіб, у тому числі 34,0 % дітей у віці до 18 років та 4,2 % осіб у віці 65 років та старших.
Цивільне працевлаштоване населення становило 621 особа. Основні галузі зайнятості: освіта, охорона здоров'я та соціальна допомога — 31,7 %, виробництво — 15,5 %, публічна адміністрація — 9,3 %, науковці, спеціалісти, менеджери — 8,2 %.